# ナンスプロイテーション

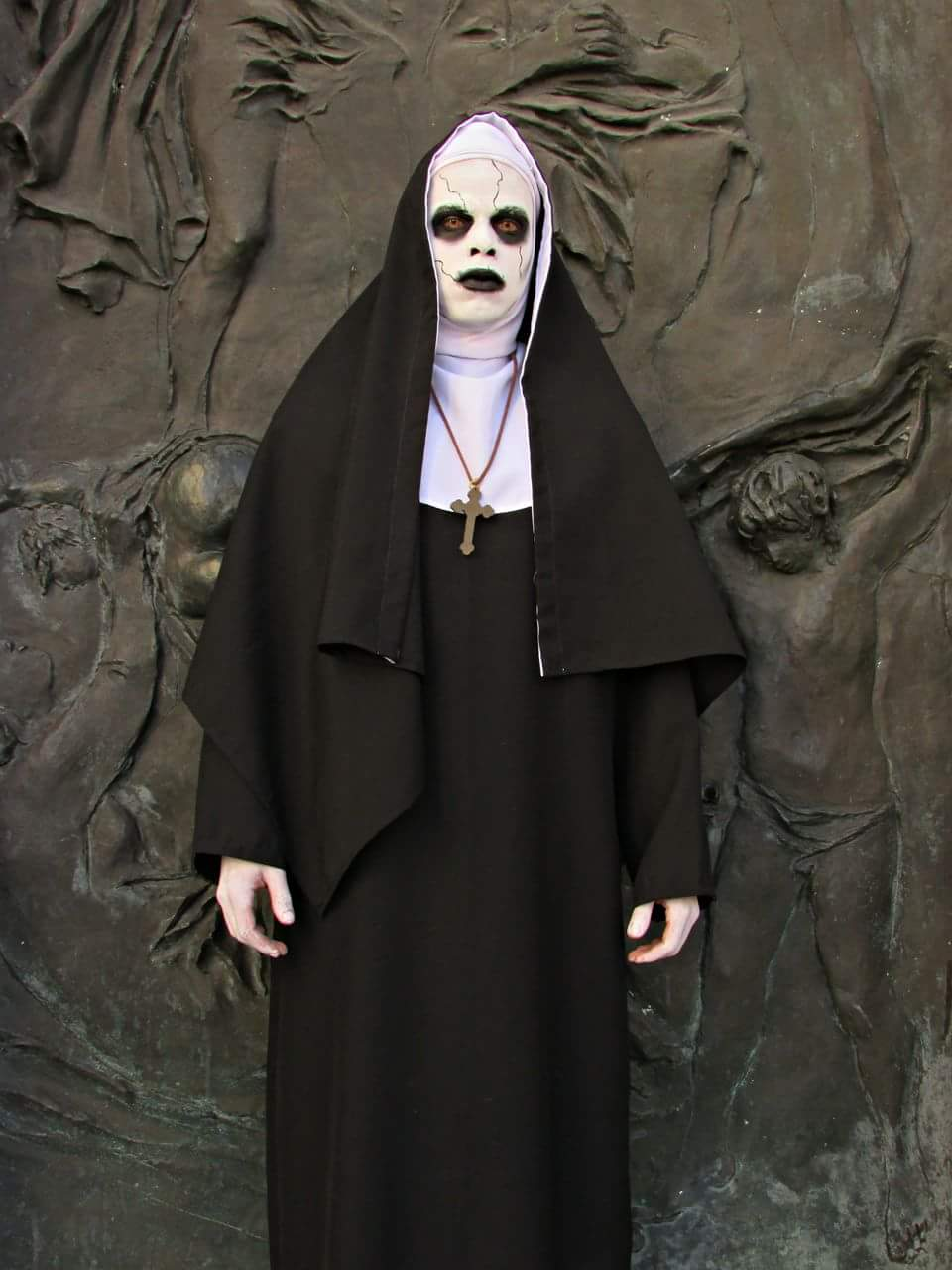
『死霊館のシスター』シリーズに登場する尼僧姿の悪霊ヴァラクの衣装

ナンスプロイテーション (英語: Nunsploitation) は、尼僧や女子修道院を主題とするエクスプロイテーション映画のサブジャンルである。性的に抑圧された修道女たちが敬虔な行動を捨てて隠れて性行為にふけったり、暴力や陰謀などにかかわったり、悪魔に取り憑かれたりするような様子を描く作品が多く、セクスプロイテーション映画やホラー映画に近いものもある。1970年代にイタリアを中心とするヨーロッパで盛んに作られたが、日本など他の国でも製作されている。

## 内容

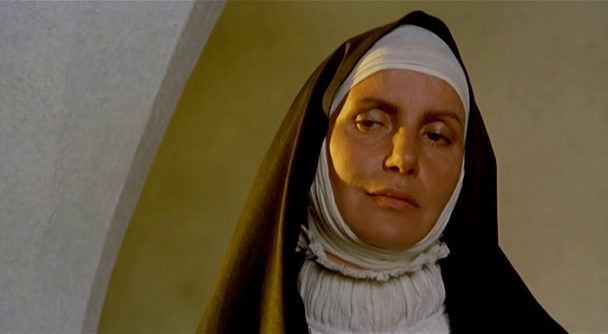
『ア・クロイスタード・ナン』に出演している尼僧姿のジュリアナ・カランドラ

ナンスプロイテーション映画は多くの場合、中世の修道院などに住むキリスト教の修道女に関するものであるが、現代イタリアを舞台にした『レイプ・ショック』（Killer Nun、1978年）のようなものも存在する。通常、性的な禁欲をして暮らすことによる宗教的、性的抑圧など、信仰や性に関する葛藤がストーリーの主な中心になる。異端審問もよく登場するテーマである。こうした映画はしばしば単なるエクスプロイテーションものだと言われるが、宗教一般、とくにカトリック教会に対する批判の要素もよく見受けられる。『異端者フラヴィア』（Flavia, la monaca musulmana、1974年）に代表されるように、登場人物がフェミニズム的な意識を表明したり、社会的に強いられた従属的な立場を拒むような台詞があることもある。こうした映画の多くはカトリック教会の影響が強いイタリアなどの国々で作られた。
ナンスプロイテーション映画はナチスプロイテーション映画同様、1970年代から1980年代にかけて、女囚映画の流行から影響を受けて発達したサブジャンルである。焦点になる登場人物は自ら信仰のために修道院に入ったのではなく、無理矢理尼僧にさせられた設定である場合が多い。女囚映画同様、尼僧たちは外界から孤立した砦のような修道院に住み、女性しか住んでいない場所でレズビアニズムや性的倒錯行為を行うようになる。セクスプロイテーション的な要素もあり、肉欲にふけった罰として半裸で行われるSM的な鞭打ちなどもよく登場する。女子修道院長はしばしば性的に抑圧された偏執的で権威主義的な人物として登場する。

## 来歴

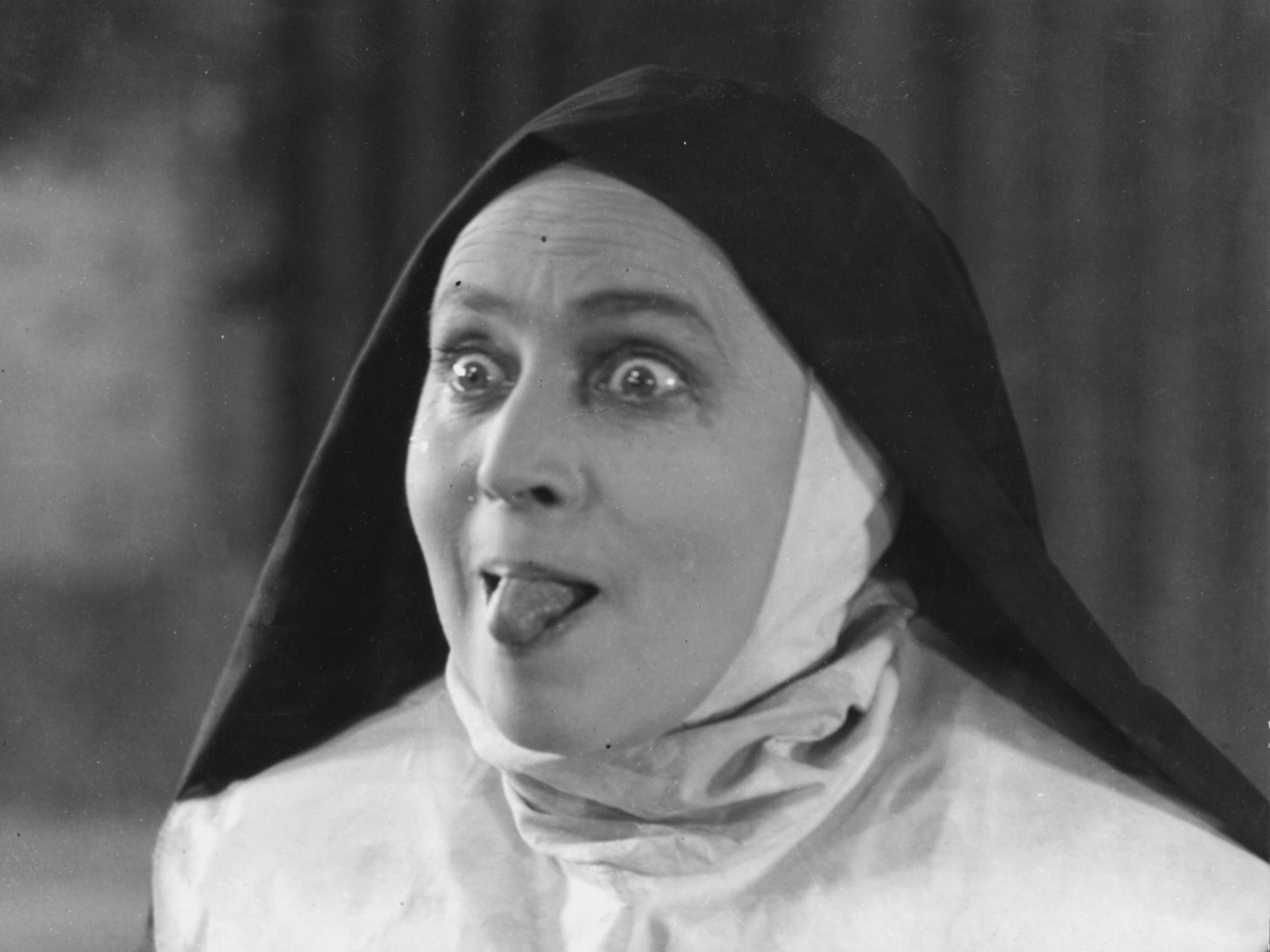
1922年の映画『魔女』に登場する取り憑かれた修道女

### 前史
ナンスプロイテーション映画はナチス映画や女囚映画といった他のエクスプロイテーション映画の影響を受けて成立したジャンルであるが、母体ジャンルである女囚映画がアメリカでまず盛んになったのとは異なり、ナンスプロイテーション映画はヨーロッパを起源とする。デンマークのベンヤミン・クリステンセン監督が1922年に撮影したサイレント映画『魔女』 (Häxan) はこのジャンルの先駆とみなされている。マイケル・パウエルとエメリック・プレスバーガーが監督したイギリス映画『黒水仙』（1947年）やジャック・リヴェット監督のフランス映画『修道女』（1966年）もナンスプロイテーション映画の影響源となった。イェジー・カヴァレロヴィチ監督のポーランド映画『尼僧ヨアンナ』（1961年）もこのジャンルの先駆とみなされることがある。さらに1970年代のナンスプロイテーション映画の潮流に直接影響を与えたものとして、ピエル・パオロ・パゾリーニ監督が撮影したエロティックな歴史ものである『デカメロン』（1971年）や『カンタベリー物語』（1972年）をはじめとするヨーロッパ製のセックスコメディの流行が挙げられる。

### 流行

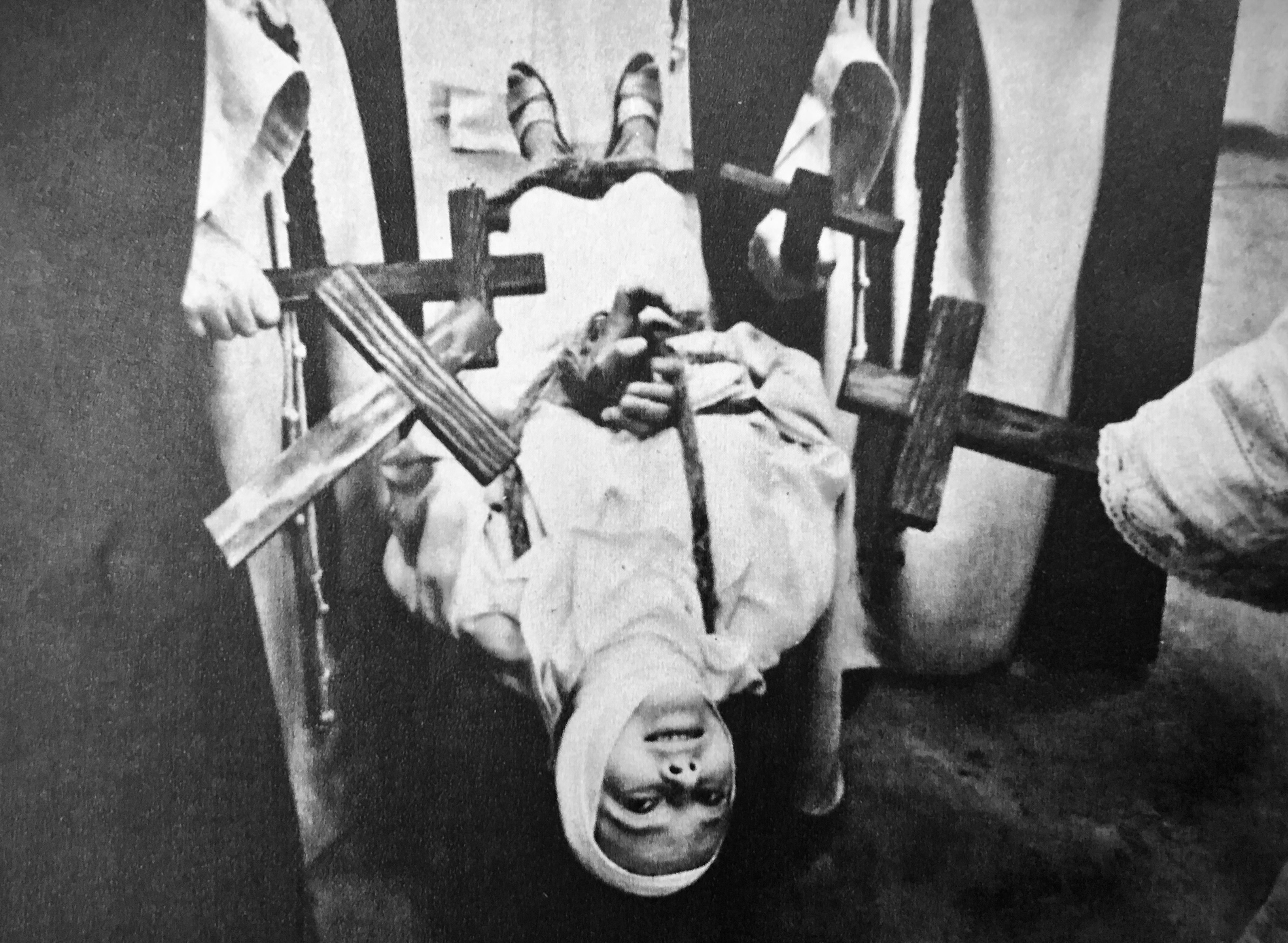
『尼僧ヨアンナ』の一場面

エリプランド・ヴィスコンティは1969年に『ロザリオの悲しみ』（La monaca di Monza、1969年）を制作し、これはナンスプロイテーション映画の早い例と言われている。オルダス・ハクスリーの著書『ルーダンの悪魔』を原作とするケン・ラッセル監督の作品で、成人指定を受けたイギリス映画『肉体の悪魔』（1971年）はこのジャンルの早い作品で、「多かれ少なかれ、「ナンスプロイテーション」サブジャンルの顔としてまともに受け入れられている映画」である。修道院での悪魔憑き事件を題材とするこの映画は、信仰や欲望に関するテーマを探求するシリアスな作品であったが、一方で性描写・暴力描写が大きく注目されて物議をかもした。
その後、イタリアで尼僧映画が続々と作られるようになった。マリアノ・ラウレンティの La bella Antonia, prima monica e poi dimonia（1972年）、ドメニコ・パオレッラの『修道女ジュリアの告白/中世尼僧刑罰史』（1973年）や『ア・クロイスタード・ナン』（1973年）、ジャンフランコ・ミンゴッツィの『異端者フラヴィア』（1974年）、セルジコ・グリエコの『罪深き尼僧の悶え』（1974年）、『黒いエマニエル』シリーズの一部として作られたジュゼッペ・ヴァリの『シスター･インモラル/背徳の賛美歌』（1977年）、ワレリアン・ボロズウィックの『修道女の悶え』（1977年）、ジュリオ・ベルッティの『レイプ・ショック』（1978年）、フランコ・プロスペリの『白昼の暴行魔』（1978年）、ジョー・ダマトの『修道院のイメージ』（Immagini di un convento、1978年）や『尼僧白書』（1986年）、ブルーノ・マッティとクラウディオ・フルガッソの『尼僧の背徳』（1980年）、『呪われた修道院』（L'altro inferno、1981年）などが続々と作られた。
イタリア以外で作られたナンスプロイテーション映画としては、ジェス・フランコの Les Demons（1973年、フランス/ポルトガル）や 『マリア 尼僧の匂ひ』（1977年、西ドイツ/スイス）、ヒルベルト・マルティネス・ソラレスの Satánico Pandemonium（1975年、メキシコ）、フアン・ロペス・モクテズマの『鮮血の女修道院/愛欲と情念の呪われた祭壇』（1978年、メキシコ）、ボビー・A・スアレスの They Call Her Cleopatra Wong（1978年、シンガポール/フィリピン) などがある。

### 1980年代以降

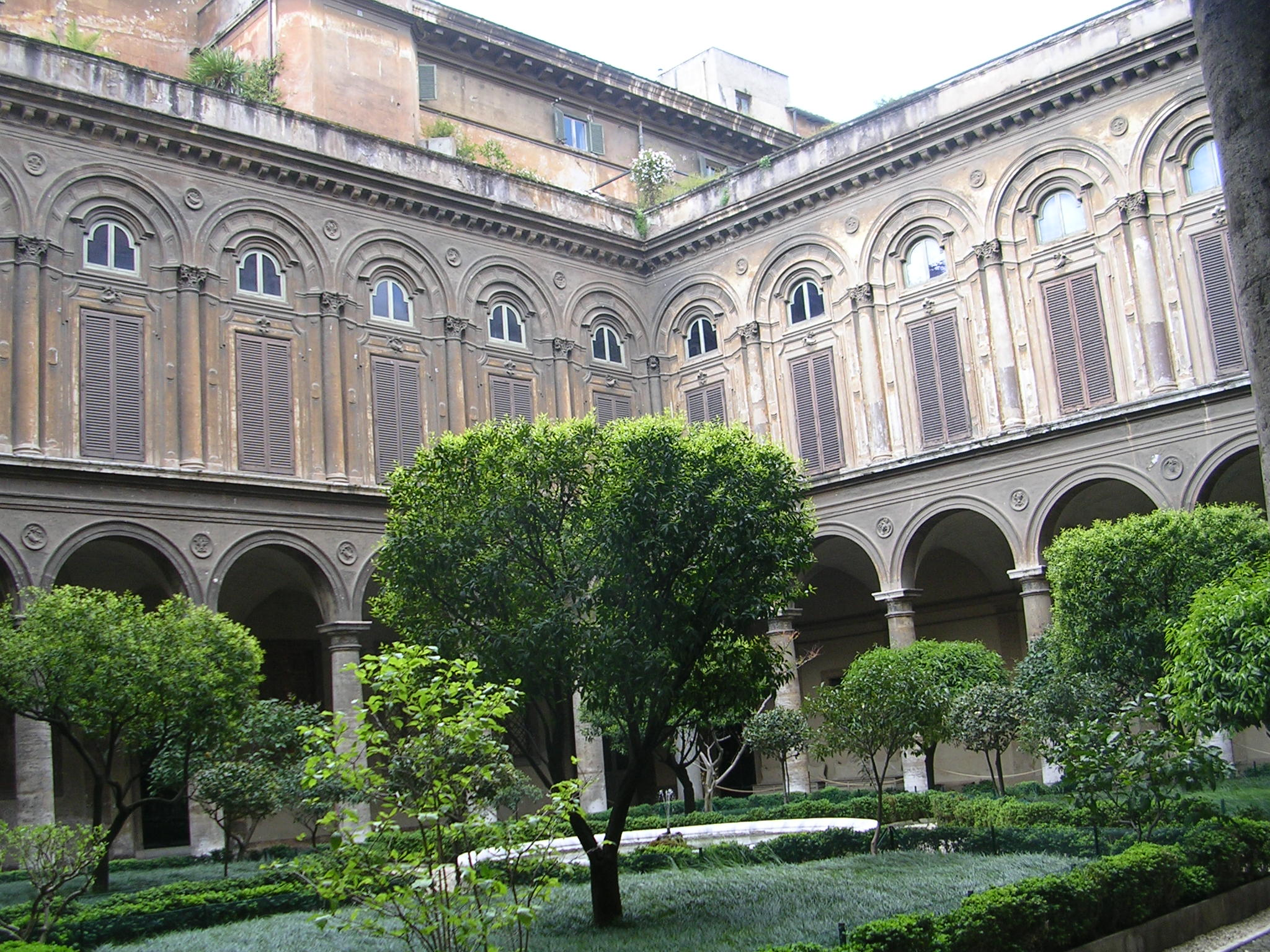
『Immaculate』の撮影に使われたドーリア・パンフィーリ美術館の一部。ナンスプロイテーション映画はこのようなイタリアの史跡などで撮影されることもある。

ブームは1970年代頃までで終息したものの、その後も散発的にナンスプロイテーション映画が作られている。1983年にペドロ・アルモドバル監督が撮ったスペイン映画『バチ当たり修道院の最期』 はナンスプロイテーション映画だと言われているが、一方で作家性が強く、他のエクスプロイテーションに比べると非常に独特であるということも指摘されている。マリアノ・バイノ監督の Dark Waters（1994年）、ナイジェル・ウィングローヴの Sacred Flesh（1999年）、ドミニク・ディーコンの Bad Habits（2009年）、ジョゼフ・ガスマンの Nude Nuns with Big Guns（2010年）、ジェフ・バエナの『天使たちのビッチ・ナイト』（2017年）、『死霊館シリーズ』の一部であるコリン・ハーディの『死霊館のシスター』（2018年）及びその続編である『死霊館のシスター 呪いの秘密』（2023年）、ダーレン・リン・バウズマンの St. Agatha（2018年）などはナンスプロイテーション映画だと考えられている。
2010年にロバート・ロドリゲスが撮った『マチェーテ』にはリンジー・ローハンが修道女姿で武装して登場しており、ナンスプロイテーション的だと考えられている。2020年の映画『カムバック・トゥ・ハリウッド!!』には、登場人物がナンスプロイテーション映画を製作するという展開がある。
2024年には『Immaculate』と『オーメン:ザ・ファースト』の2本のナンスプロイテーション映画が封切られ、話題を呼んだ。

### 日本
キリスト教徒人口が多くない日本でも、カトリックの修道女が登場する東映ピンキーバイオレンスや日活ロマンポルノ、ピンク映画などがエクスプロイテーション映画として作られるようになった。この動きは、1970年代初頭にイタリアのナンスプロイテーションにヒントを得た東映が鈴木則文監督作『聖獣学園』（1974年）を制作したことから始まったものである。少数派の宗教を主題とすることにより、こうした「ショッキングにひねくれて極めて冒涜的な」カトリック修道女の映画は、「社会一般で認められている聖なるものに関する信仰を攻撃することは避けつつ、確立された組織宗教をばかにする」ものであると評されている。
小沼勝の『修道女ルナの告白』（1976年）、小原宏裕の『修道女ルシア 辱す』（1978年）や『修道女 濡れ縄ざんげ』（1979年）、向井寛の『修道女 秘め事』（1978年）、白井伸明の『修道女 黒衣の中のうずき』（1980年）、渡辺護の『団鬼六 修道女縄地獄』（1981年）、浜野佐知の『巨乳修道院』（1995年）などが日本の主なナンスプロイテーション映画である。

## 歴史上の修道女
ナンスプロイテーション映画はフィクションであり、それほど史実に厳密に基づいたものではないが、『肉体の悪魔』のようなある程度史実をベースにしているものもないわけではない。また、中世から近世の修道女の奇行については、それほど多いわけではないものの、いくつか事例を収集・研究した本が存在する。1985年にジュディス・C・ブラウンが Immodest Acts: The Life of a Lesbian Nun in Renaissance Italy （『ルネサンス修道女物語―聖と性のミクロストリア』）を刊行し、17世紀イタリアの修道女でレズビアンだったと言われているベネデッタ・カルリーニの人生について研究・紹介を行ったが、同作はポール・バーホーベンにより『ベネデッタ』として映画化され、2020年に公開予定された。『ベネデッタ』はナンスプロイテーション映画と見なされている。グラシエラ・ダイチマンは1986年に中世の変わった修道女についての本である Wayward Nuns in Medieval Literature を刊行している。2010年にはクレイグ・モンソンが16世紀から17世紀イタリアの修道女の社会生活や性についての著作である Nuns Behaving Badly を刊行している。中世の悪魔憑きのドラマトゥルギーについての研究も存在する。

## 批評
2004年に刊行された Alternative Europe: Eurotrash and Exploitation Cinema Since 1945 は、過去60年にわたるヨーロッパのエクスプロイテーション映画の歴史を概観する論文集であり、タマオ・ナカハラが寄稿した "Barred Nuns: Italian Nunsploitation Films" でナンスプロイテーションが詳細にとりあげられている。クリス・フジワラは『レイプ・ショック』や『異端者フラヴィア』などについて、アメリカの文化雑誌である Hermenaut に詳細な分析を寄稿している。

## 映画以外のメディアにおけるナンスプロイテーション
トロントで活動している舞台芸術家のジェミソン・チャイルドは、2015年にナンスプロイテーションへのオマージュであるミュージカル Kill Sister, Kill: A Dark New Musical を演出した。

## ナンスプロイテーション映画の一覧

### 前史
- 『修道院の悪魔』（Le Diable au couvent、フランス、1899）[10] - ジョルジュ・メリエスによるサイレント映画
- 『魔女』 (Häxan、スウェーデン、1922)[10]

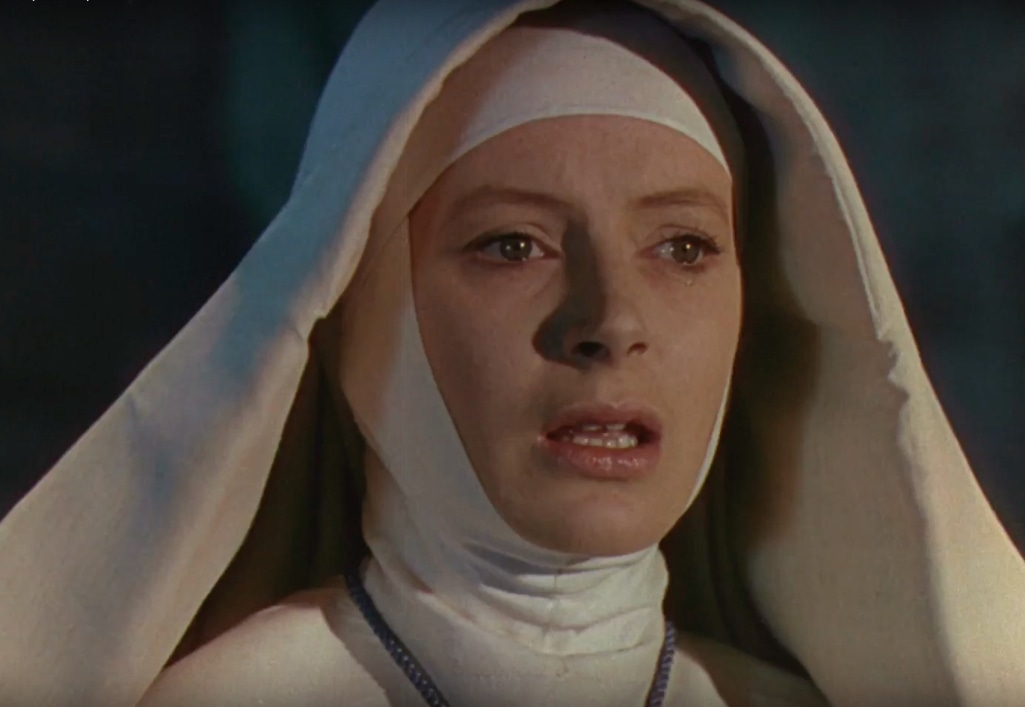
『黒水仙』のデボラ・カーの尼僧姿

- 『黒水仙』（イギリス、1947）[10]
- 『裸身の聖女』（日本、1958）[44]
- 『尼僧ヨアンナ』（ポーランド、1961）[11]
- 『修道女』（フランス、1966）[10]
- 『デカメロン』（イタリア、1971）[10]
- 『肉体の悪魔』（イギリス、1971）[45]

### 1960年代末～1980年
- 『ロザリオの悲しみ』（La monaca di Monza、イタリア、1969）[13]
- La bella Antonia, prima monica e poi dimonia（イタリア、1972）[10]
- Cristiana monaca indemoniata（イタリア、1972）[46]

- 『修道女ジュリアの告白/中世尼僧刑罰史』（Le Monache di Sant'Arcangelo、イタリア、1973）[10]
- 『ア・クロイスタード・ナン』（Storia di una monaca di clausura、イタリア、1973）[47]
- Les Demons（フランス・ポルトガル合作、1973）[48]
- 『異端者フラヴィア』（Flavia, la monaca musulmana、イタリア、1974）[6]
- 『聖獣学園』（日本、1974）[34]
- 『罪深き尼僧の悶え』(Le scomunicate di San Valentino、イタリア、1974）[34]
- Satánico Pandemonium（メキシコ、1975）[20]
- 『修道女ルナの告白』（日本、1976）[34]
- 『悪魔の性キャサリン』（To the Devil a Daughter、イギリス、1976）[20]
- 『シスター･インモラル/背徳の賛美歌』（Suor Emanuelle、イタリア、1977）
- 『マリア 尼僧の匂ひ』（Die Liebesbriefe einer portugiesischen Nonne、西ドイツ・スイス合作、1977）[19]
- 『修道女の悶え』（イタリア、1977）[49]
- 『鮮血の女修道院/愛欲と情念の呪われた祭壇』（Alucarda、メキシコ、1978）[20]
- 『レイプ・ショック』（イタリア、1978）[45]
- 『修道女ルシア 辱す』（日本、1978）[34]
- 『修道女 秘め事』（日本、1978）[34]
- 『白昼の暴行魔』（イタリア、1978）[50]
- 『修道院のイメージ』（イタリア、Immagini di un convento、1978）[49]
- They Call Her Cleopatra Wong（フィリピン・シンガポール合作、1978）[21]
- 『修道女 濡れ縄ざんげ』（日本、1979）[34]
- Malabimba（イタリア、1979） [46]
- 『尼僧の背徳』（La vera storia della monaca di Monza、イタリア、1980）[46]
- 『修道女 黒衣の中のうずき』（日本、1980）[34]
- 『宇能鴻一郎の修道院付属女子寮』（日本、1980）[51]

### 1980年代～20世紀末
- 『呪われた修道院』（L'altro inferno、イタリア、1981）[17]
- 『団鬼六 修道女縄地獄』（日本、1981）[34]
- 『天使の復讐』（Ms. 45、アメリカ、1981）[47]
- 『バチ当たり修道院の最期』（スペイン、1983）[22][23]
- 『絶倫ギャル やる気ムンムン』（日本、1985）[52]
- 『尼僧白書』（イタリア、1986）[46]
- 『ナンズ・オン・ザ・ラン 走れ!尼さん』（イギリス、1990）
- 『ルチオ・フルチの新デモンズ』（Demonia、イタリア、1990）[46]
- 『巨乳修道院』（日本、1995）[35]
- 『サスペリア・ナイトメア』（Dark Waters、アメリカ、1994）[24]
- Sacred Flesh（イギリス、1999）
- 『女修道院 バイブ折檻』（日本、1999）[53]

### 21世紀
- 『性懺悔 罪しちゃった』（日本、2005）[54]
- 『サイコ・シスター〜呪われた修道女〜』（La Monja、スペイン、2005）
- Virgin Territory （イタリア・イギリス・フランス・ルクセンブルク合作、2007）
- 『セクハラ洗礼 乱れ喰い』（日本、2008）[55]
- Bad Habits（オーストラリア、2009）
- Nun of That（2009）[56]
- 『マチェーテ』（アメリカ、2010）[29]
- 『マシンガン・シスター』Nude Nuns with Big Guns（アメリカ、2010）[15]
- 『聖なるボイン もみもみ懺悔室』（日本、2016）[57]
- 『天使たちのビッチ・ナイト』（アメリカ、2017）[58]
- 『死霊院 世界で最も呪われた事件』（アメリカ・イギリス・ルーマニア、2017）[46]
- St. Agatha （アメリカ、2018）[59]
- 『死霊館のシスター』（アメリカ、2018）[28]
- 『ダーリン』（Darlin’、アメリカ、2019）[46]
- 『アグネス』（Agnes、アメリカ、2021）[60]
- 『ベネデッタ』 （フランス・ベルギー・オランダ合作、2021）[61]
- 『ブラックサン』（Hermana Muerte、2023）[62]
- 『修道女ゆうの告白 朱き唇褪せぬ間に』（日本、2023）[63]
- 『死霊館のシスター 呪いの秘密』（アメリカ、2023年）[28]
- Immaculate （アメリカ、2024）[64]
- 『オーメン:ザ・ファースト』（アメリカ、2024）[20]